# Basilianus rajanus
Basilianus rajanus es una especie de coleóptero de la familia Passalidae.

## Distribución geográfica
Habita en la Península de Malaca y Borneo.